# Eurotopia
Eurotopia är E-Types sjätte musikalbum som släpptes 31 oktober 2007. 
Martin ”E-Type” Eriksson hade haft en längre paus från artisteriet och hade startat sitt eget skivbolag Lulubelle Records AB, för att kunna lansera sin egen musik. Singlarna som släpptes från albumet var True Believer och Eurofighter. 
Sångerskan Sanna Karlsson sjöng i refrängerna på sex av låtarna på albumet. Sarah Dawn Finer var med och skrev texten till låten Inside och Anna Nordell var med och skrev texten till fem av låtarna, och sjöng på Ding Ding Song. Albumet nådde plats 10 på den svenska albumtopplistan. 

## Låtlista
1. True Believer
2. The Tide
3. Eurofighter
4. Make Us High
5. Like A Child
6. Last Day Alive
7. To The Lions
8. Ding Ding Song
9. Inside

## Producenter
- 1: Max Martin, John Amatiello & E-Type
- 2, 5: Peter Boström
- 3: Robin Söderman, Jonas Månsson, Max Martin & E-Type
- 4, 6: Robin Söderman & Jonas Månsson
- 7: Alex Papaconstantinou & Markus Englöv
- 8: Robin Söderman, Jonas Månsson & Jon Hällgren
- 9: Ali Payami